# 南充站
南充站，位于中华人民共和国四川省南充市顺庆区，是达成铁路上的火车站，建于1995年，2007年进行新站房改造，成都铁路局遂宁车务段管辖。

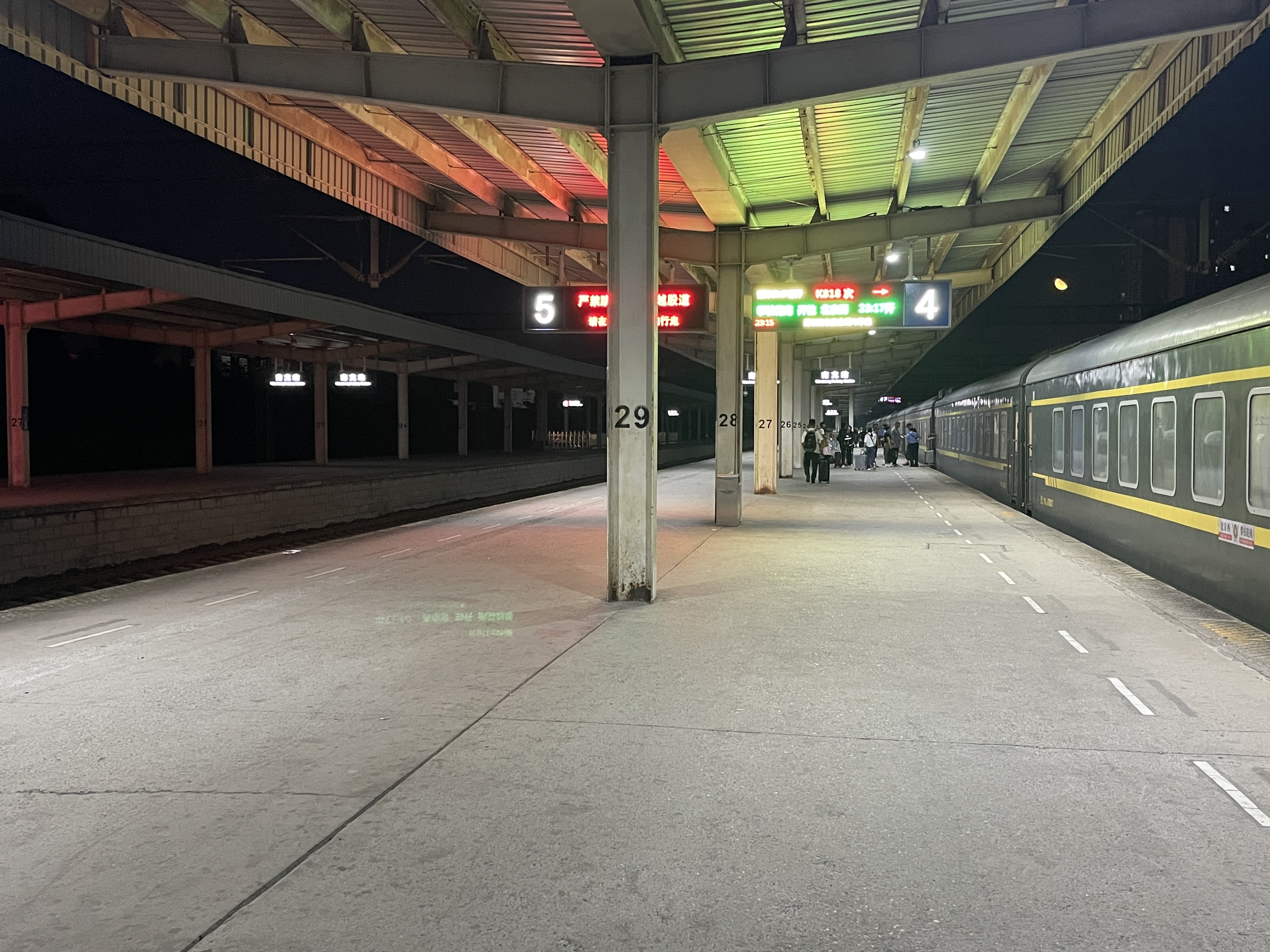
车站4站台

## 車站周邊
- 团结阳光酒店
- 南充向阳大酒店
- 华晨商务宾馆
- 南充城北汽车站
- 中国银行南充分行
- 南充市公安局开发区分局
- 南充铁鸣实验学校
- 中国人民解放军第五十一医院
- 南充市商业银行铁荣路支行
- 万泰大酒店
- 中国建设银行南充一支行
- 南充锦绣万泰酒店
- 恒丰银行南充顺庆支行
- 尚客优快捷酒店麦秀店
- 瑞翔大酒店

## 歷史
- 1997年建成。
- 2007年進行新站房改造。
- 2013年6月30日新站房改造完工。
- 2014年11月新建售票大厅投入使用。[3]

## 外部連結
- 中国铁路客户服务中心（页面存档备份，存于）
- 维基共享资源上的相關多媒體資源：南充站